# Choma (Zambia)
Choma er en by, der er  hovedstad i Sydprovinsen i Zambia. Den er også hovedstaden i Choma distrikt, et af de 15 administrative distrikter i provinsen. Byen ligger 1.337 meter over havet, og havde i 2010 en befolkning på
51.842 mennesker. Choma ligger ved Lusaka–Livingstone-vejen, omkring 292 km sydvest for landets hovedstad og største by, Lusaka.